# Svart Crown
Svart Crown était un groupe de metal extrême français, originaire de Saint Tropez, sur la Côte d'Azur. Il est formé en décembre 2004 par Jean-Baptiste Le Bail. Le groupe se sépare en juin 2022.

## Biographie
Svart Crown est formé en 2004 par Jean-Baptiste Le Bail. Après plusieurs tournées dans le Sud de la France, le groupe étend son rayon d'action à tout le pays pour défendre l'EP Bloody Crown. En 2008, Svart Crown signe un contrat avec le label Rupture Music et y publie son deuxième album studio, Ages of Decay. Il tourne ensuite dans toute l'Europe en compagnie, entre autres, d'Otargos et Artefact.
En 2010, Svart Crown recrute Gaël Barthélémy et Clément Flandrois, et signe chez Listenable Records. L'album Witnessing the Fall sort à la fin de l'année. Le groupe tourne en Europe de l'Ouest en première partie de Melechesh ou Shining et en tête d'affiche pendant trois semaines en Europe de l'Est. Ils participent également à la tournée française de Septic Flesh, The Great Mass Tour, et jouent pour la première fois au Hellfest, au Brutal Assault et dans d'autres festivals majeurs. En mai 2011, le batteur Gaël Barthélémy est remplacé par Nicolas Muller. En 2012, le groupe part en tournée avec les Néo-Zélandais d'Ulcerate en Europe et en Amérique du Nord. Ils jouent à nouveau dans de nombreux festivals, notamment l'Inferno Metal Festival à Lausanne où ils partagent la scène avec Immortal, Meshuggah et Tsjuder.
L'année 2013 verra Svart Crown apparaître à nouveau au Hellfest et reprendre la route pour défendre Profane sorti en début d'année, en tête d'affiche et en première partie de Nile sur sa tournée européenne, en compagnie des Belges de Pestifer. En février 2014, le groupe joue au Japon pour la première fois de sa carrière, à nouveau en première partie de Septic Flesh. En juin de la même année Nicolas Muller quitte le groupe. Le départ de ce dernier est suivi, en janvier 2015, par celui de Clément Flandrois. Dans le même temps, Kévin Paradis vient prendre la place de batteur au sein du groupe. Le 12 septembre 2016, le magazine britannique Metal Hammer cite le groupe dans son top 10 des meilleurs groupes de metal français. Le 3 novembre 2016, Svart Crown signe avec le label Century Media Records. Le groupe annonce en parallèle la sortie d'un album intitulé Abreaction pour 2017.
Le 18 juillet 2019, le groupe annonce officiellement le retour de Clément Flandrois et Nicolas Muller, tous deux présents sur l'album Profane, ainsi que l'arrivée de Julien Negro au poste de bassiste. Un nouvel album est également annoncé pour 2020. Mais l'album Les Terres Brûlées est repoussé à 2021.
En 2021, le groupe recrute Rémi Sérafino pour leurs tournées et pour enregistrer l'album Les Terres Brûlées, qui ne sortira finalement que le 10 juin 2022.
En 2022, Svart Crown annonce l'arrêt de son activité après un dernier concert au Hellfest le 26 juin.

## Membres

### Membres actuels
- Jean-Baptiste Le Bail - guitare, chant (depuis 2005)
- Julien Negro - basse (depuis 2019)
- Nicolas Muller - batterie (2011-2014 / 2019)
- Clément Flandrois - guitare (2008-2015 / 2019)
- Rémi Sérafino - batterie (2021)

### Anciens membres
- Kenny Rollero - batterie (?-2008)
- Nicolas Restituito Muller - basse (2005-2006)
- Sean Scutcher - batterie (2005-?)
- Christophe Ralison - guitare (2005-2006)
- Jean-Marc Pastor- guitare (2006-2008)
- Gaël Barthélemy - batterie (2008-2011)
- Ludovic Veyssière - basse (2005-2019)
- Kevin Paradis - batterie (2015-2018)
- Kevin Verlay - guitare (2015-2019)

## Discographie
- 2005 : Bloody Crown (autoproduction)
- 2008 : Ages of Decay (Rupture Music)
- 2010 : Witnessing the Fall (Listenable Records)
- 2013 : Profane (Listenable Records)
- 2017 : Abreaction (Century Media Records)
- 2020 : Wolves Among The Ashes (Century Media Records)
- 2022 : Les terres brûlées (Les acteurs de l'ombre productions)